# Habitation-sucrerie La Ramée
L'habitation-sucrerie La Ramée est une ancienne plantation coloniale située à Sainte-Rose, en Guadeloupe. La maison du maître a été reconstruite en 1994. Propriété du département de la Guadeloupe, elle est de nos jours utilisée comme résidence d'artiste.

## Histoire
L'habitation est édifiée au début du XVIIIe siècle et fait alors partie de l'habitation Basoche. Elle appartient successivement à l'abbé du Lion, Pierre de Bologne (père de Pierre de Bologne), Joseph Bologne de Saint-Georges, puis en 1771 à Antoine Mercier, doyen des notaires de Guadeloupe, anobli en 1779. À sa mort, en 1781, un inventaire est réalisé. Il recense la maison du maître et une autre habitation mitoyenne, la sucrerie, un four à chaux et un chemin pavé menant à l'embarcadère. 135 esclaves travaillent alors sur le site, à la coupe de la canne et à la production de sucre. Le gendre d'Antoine Mercier prend possession des lieux. Mais en 1789, pendant la Révolution, le domaine est placé sous séquestre.
En 1796, il regroupe 118 cultivateurs, tous des hommes libres à la suite de la première abolition de l'esclavage en 1794 par la Convention montagnarde. L'habitation s'agrandit en même temps que ses équipements : bacs à sucre, chaudières à vesou, roue hydraulique pour le moulin, case à bagasse et 40 autres pour les travailleurs. À cette époque, le site sert de centre d'expérimentation au chimiste Thomas Hapel de Lachenaie. Il étudie déjà les rendements des diverses cannes et l'amélioration de la fabrication du sucre, mais aussi les maladies des hommes, du bétail et des plantes cultivées. C'est le correspondant des sociétés savantes et de l'institut de France.
Le petit-fils d'Antoine Mercier, le poète Jean-Aurèle Poirié-Saint-Aurèle, obtient l'autorisation de réintégrer les lieux. Il s'est largement inspiré de cet environnement dans plusieurs de ses écrits et ce jusqu'à sa mort en 1855. À la fin du XIXe siècle, la maison du maître est réhabilitée. Le domaine est transformé en distillerie et intégré aux terres de l'usine du Comté jusqu'à l'arrêt définitif de ses activités vers 1935, alors que le cyclone de 1928 l'avait sérieusement endommagé.
La maison est entièrement détruite en 1989 par le cyclone Hugo, et est reconstruite à l'identique en 1994.
Propriété du département de la Guadeloupe, l'habitation est de nos jours utilisée comme résidence d'artiste.

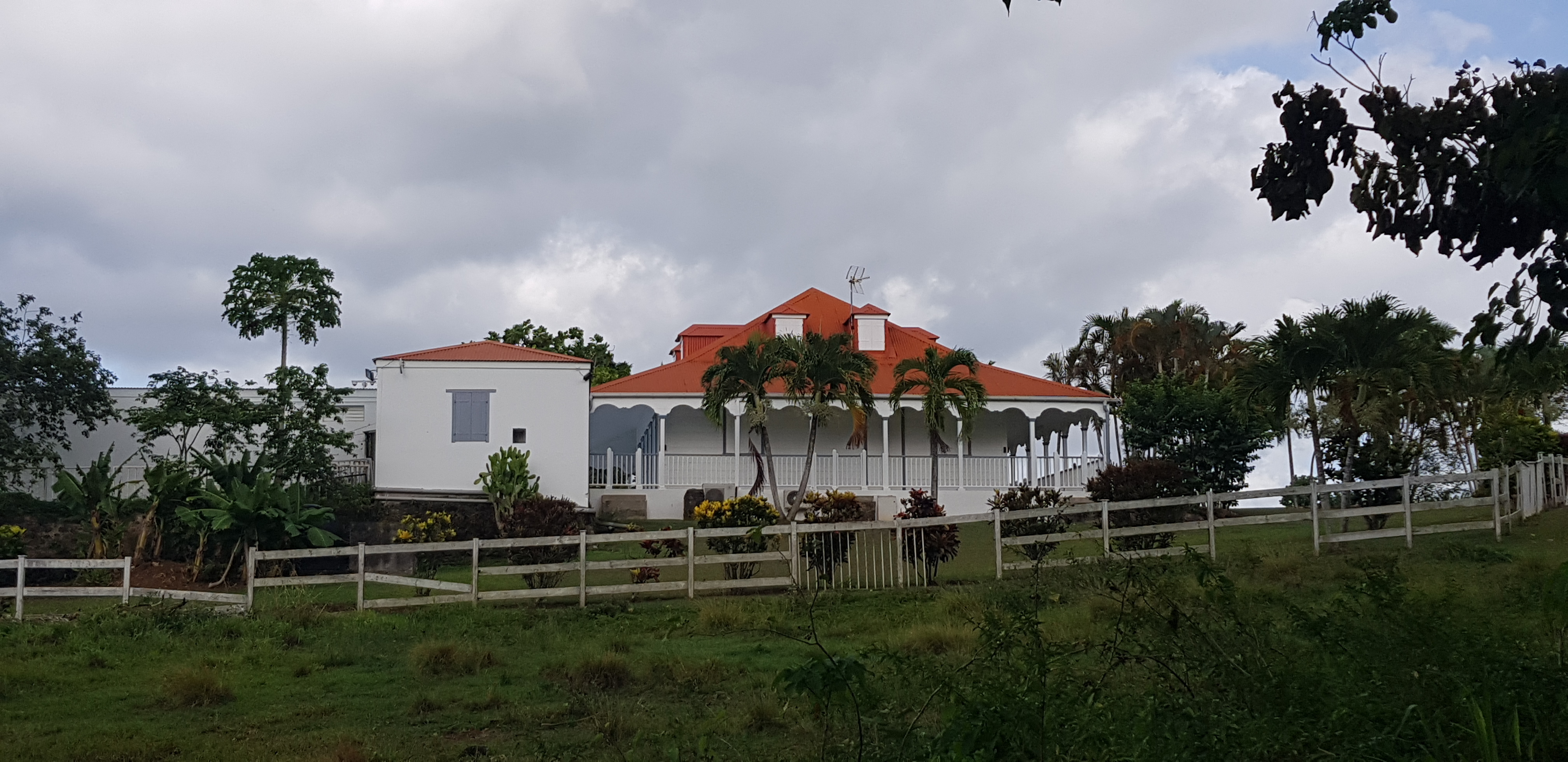
Habitation-Sucrerie La Ramée
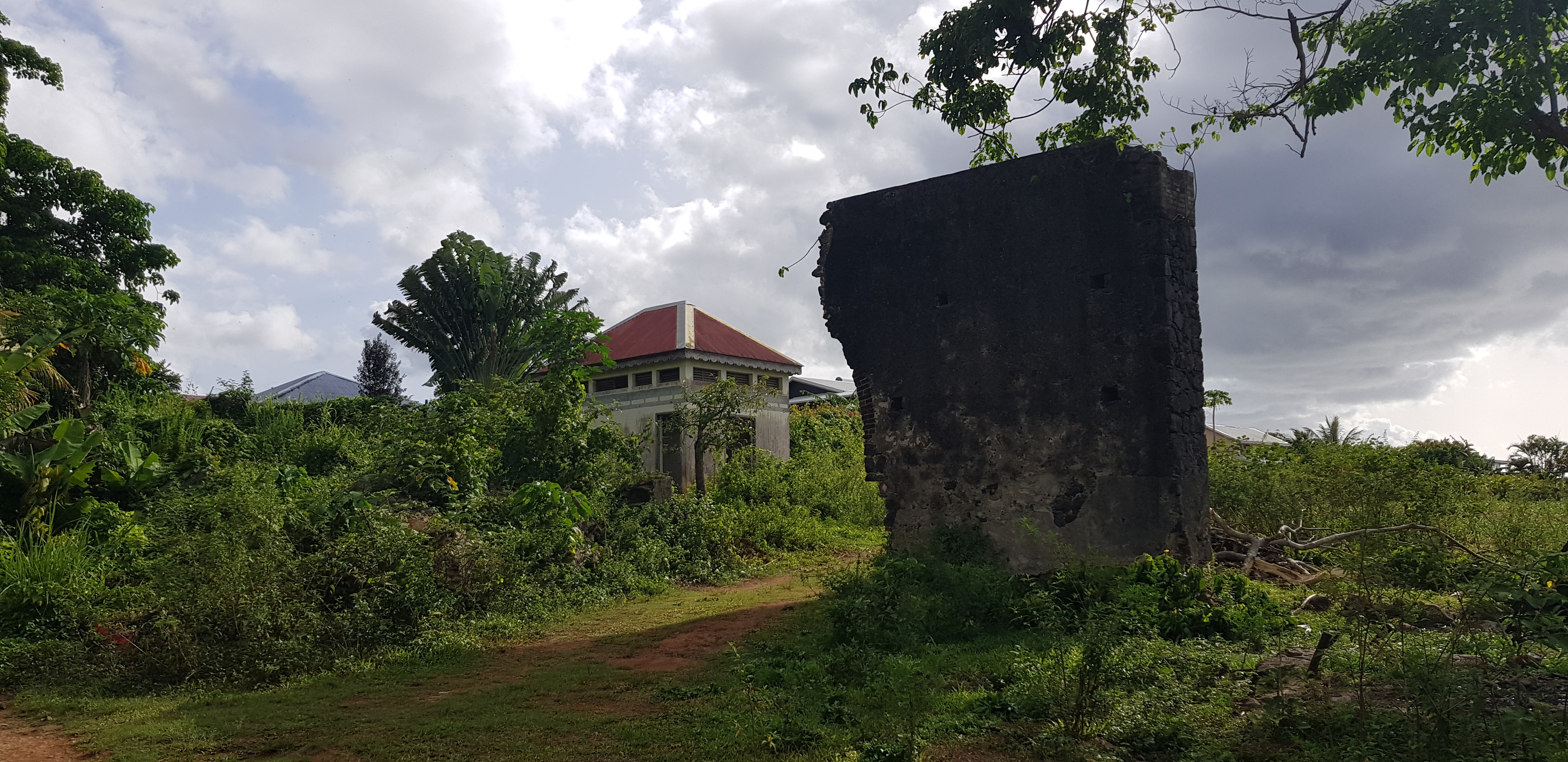
Ruines de la sucrerie
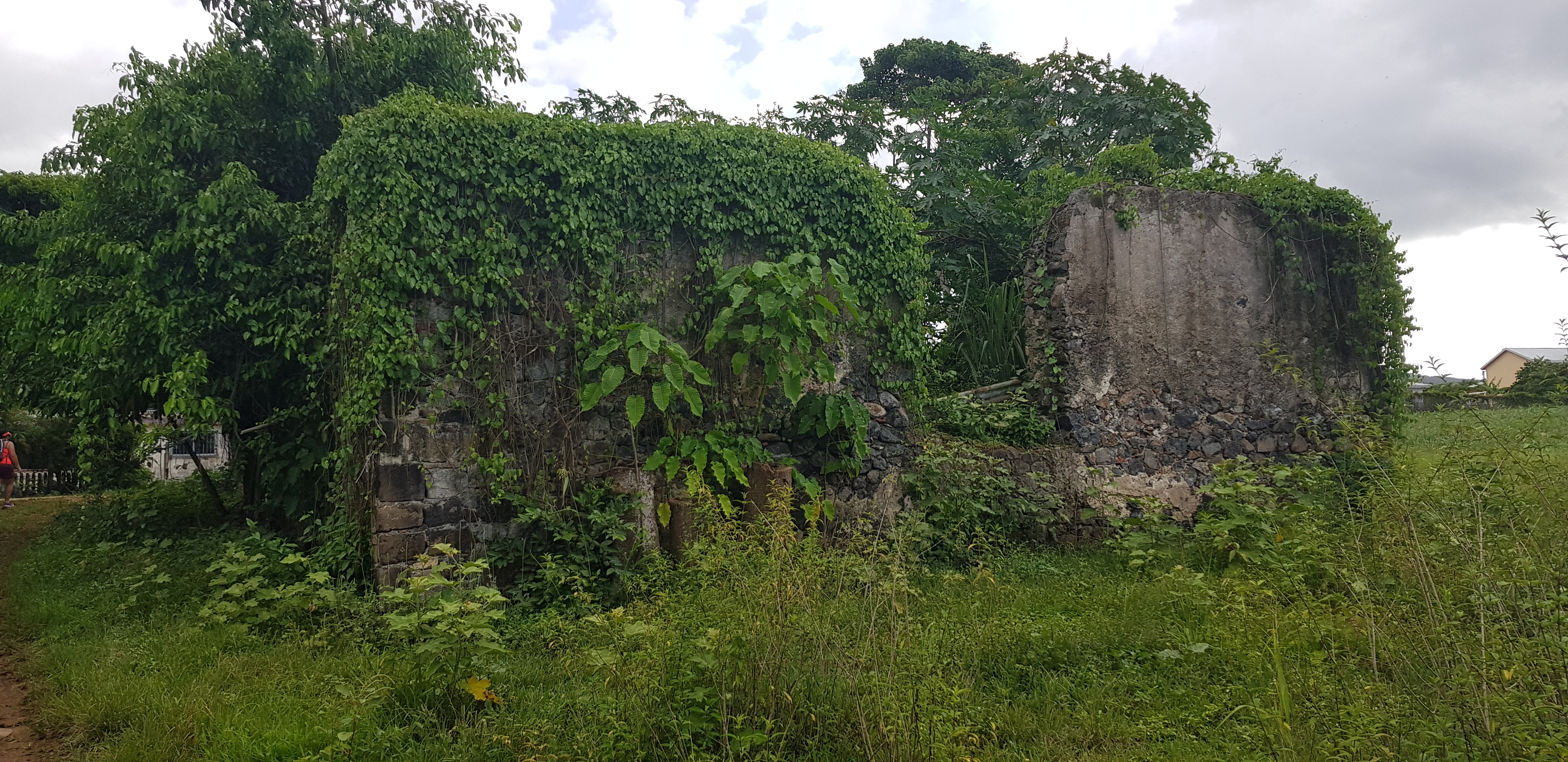
Ruine de la sucrerie

Les archéologues Henri et Denise Parisis sont les premiers à mettre en évidence l'importante de l'ensemble du site de La Ramée dont l'Habitation-Sucrerie. Au niveau de la plage, deux murets orientés nord-est de respectivement 6,3 m et 3,57 m et épais de 0,3 m en pierre et mortier datant du dernier quart du XVIIIe siècle ont été étudiés.